# エルゴリン
エルゴリン (Ergoline) は、様々なアルカロイドの構造骨格となる化合物である。血管収縮の目的や、偏頭痛（カフェインとともに用いる。)、パーキンソン病の治療、軽減のためにも用いられる。麦角菌(Ergot)で見られるいくつかのエルゴリンアルカロイドは、麦角中毒の発生に関わっており、痙攣や壊疽を引き起こす。LSD、リゼルグ酸やソライロアサガオに含まれるもの等、幻覚剤の効果を示すものもある。

## 利用
エルゴメトリンやエルゴタミン等の天然に生成するものの他に、重要な合成誘導体としては、子宮収縮薬として用いられるメチルエルゴメトリン、抗偏頭痛薬として用いられるジヒドロエルゴタミンやメチセルジド、エルゴロイド、またパーキンソン病等の様々な病気の治療に用いられるブロモクリプチン等である。パーキンソン病の治療に用いられるより新しい合成エルゴリンには、ペルゴリドやリスリドがある。
恐らく最も有名なエルゴリン誘導体は、幻覚剤のLSDである。エルゴメトリンとエルゴタミンは、麻薬及び向精神薬の不正取引の防止に関する国際連合条約の付表I前駆体に含まれている。
エルゴリンは母乳に移行するため、授乳中は摂取してはいけない。またこれらは子宮収縮効果を持ち、妊娠中に摂取すると流産の危険が高まる。

## 天然の生成
エルゴリンアルカロイドは、下等菌類及び、Turbina corymbosaとIpomoea violaceaの2種のメキシコ産ヒルガオ科顕花植物に含まれる。種子に含まれる主要なアルカロイドは、リゼルグ酸アミド（エルジン）とその光学異性体のイソエルジンである。また、その他のリゼルグ酸誘導体やクラビンが少量含まれる。ハワイの植物であるArgyreia nervosaは、同様のアルカロイドを含む。そのため、証明はされていないが、エルジンまたはイソエルジンが幻覚効果の原因になっている可能性がある。単子葉植物に含まれる麦角アルカロイドと同様に、Ipomoea asarifoliaで見られるエルゴリンアルカロイドは、種子に着生した菌類が生産する。

## 歴史
エルゴリンは、穀物に感染して麦角中毒を引き起こす麦角菌から、初めて単離された。麦角菌は、医薬への利用も長い歴史を持ち、これが化学的な活性を解明しようという取組に繋がった。これは、1907年にG・バーガーとF・H・カリンが、治療効果よりも毒性の方が大きいエルゴトキシンを単離した時から始まった。1918年には、アーサー・ストールによってエルゴタミンが単離され、単離されたエルゴリンアルカロイドとして、初めて治療用途に用いられるようになった。
1930年代初期には、麦角アルカロイドの基礎的な化学構造が決定され、合成誘導体の積極的な探索が始まった。

## エルゴリン誘導体
エルゴリン誘導体には、水に可溶のリゼルグ酸アミド、水に不溶のエルゴペプチド、そしてカルビン類の、3つの大きな分類が存在する。

## リゼルグ酸アミド
- リゼルグ酸アミド
- エルゴメトリン
- メチルエルゴメトリン
- メチルセルジド
- LSD
- リゼルグ酸ヒドロキシエチルアミド

これらの化合物の間の関係は、以下の構造式と置換基の表にまとめられている。
| 名前                 | R1  | R2              | R3     |
| -------------------- | --- | --------------- | ------ |
| リゼルグ酸アミド     | H   | H               | H      |
| エルゴメトリン       | H   | CH(CH3)CH2OH    | H      |
| メチルエルゴメトリン | H   | CH(CH2CH3)CH2OH | H      |
| メチルセルジド       | CH3 | CH(CH2CH3)CH2OH | H      |
| LSD                  | H   | CH2CH3          | CH2CH3 |

## ペプチドアルカロイド
ペプチドエルゴリンアルカロイドまたはエルゴペプチン(ergopeptine)は、エルゴリン環において、リゼルグ酸誘導体のアミド基と同位置にトリペプチドが付加した誘導体である。この構造は、プロリンと他の2つのαアミノ酸を含み、これらがシクロールで結合されている。いくつかの重要なエルゴペプチンを下に示している。この他、エルゴトキシンは、エルゴクリスチンとエルゴコルニン、エルゴクリプチンが同量混合されたものである。
- エルゴトキシン類（R2位がバリン）
  - エルゴクリスチン
  - エルゴコルニン
  - α-エルゴクリプチン
  - β-エルゴクリプチン

- エルゴタミン類（R2位がアラニン）
  - エルゴタミン
  - エルゴバリン
  - α-エルゴシン
  - β-エルゴシン

| 名前                      | R1 | R2       | R3                | R3位のアミノ酸   |
| ------------------------- | -- | -------- | ----------------- | ---------------- |
| エルゴクリスチン          |    | CH(CH3)2 | ベンジル          | フェニルアラニン |
| エルゴコルニン            |    | CH(CH3)2 | CH(CH3)2          | バリン           |
| alpha-エルゴクリプチン    |    | CH(CH3)2 | CH2CH(CH3)2       | ロイシン         |
| beta-エルゴクリプチン     |    | CH(CH3)2 | CH(CH3)CH2CH3 (S) | イソロイシン     |
| エルゴタミン              |    | CH3      | ベンジル          | フェニルアラニン |
| エルゴバリン              |    | CH3      | CH(CH3)2          | バリン           |
| alpha-エルゴシン          |    | CH3      | CH2CH(CH3)2       | ロイシン         |
| beta-エルゴシン           |    | CH3      | CH(CH3)CH2CH3 (S) | イソロイシン     |
| ブロモクリプチン (半合成) | Br | CH(CH3)2 | CH2CH(CH3)2       | ロイシン         |

### クラビン類
天然においても、アグロクラビン、エリモクラビン、リセルゴール等、エルゴリンの基礎構造への多くの修飾が見られる。ジメチルエルゴリンからのこれらの誘導体は、クラビン類と呼ばれる。クラビン類の例としては、フェスツクラビン、フミガクラビンA、フミガクラビンC等がある。

### その他
合成エルゴリン誘導体の中には、上記分類のいずれにも属さないものもある。以下のような例がある。
- カベルゴリン
- ペルゴリド
- リスリド